# Temple Bar

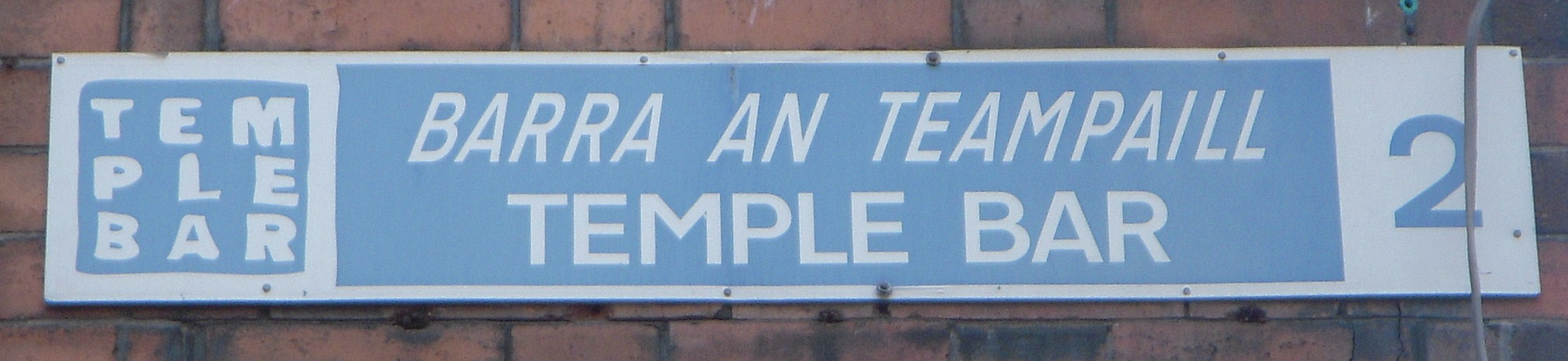
Temple Bar

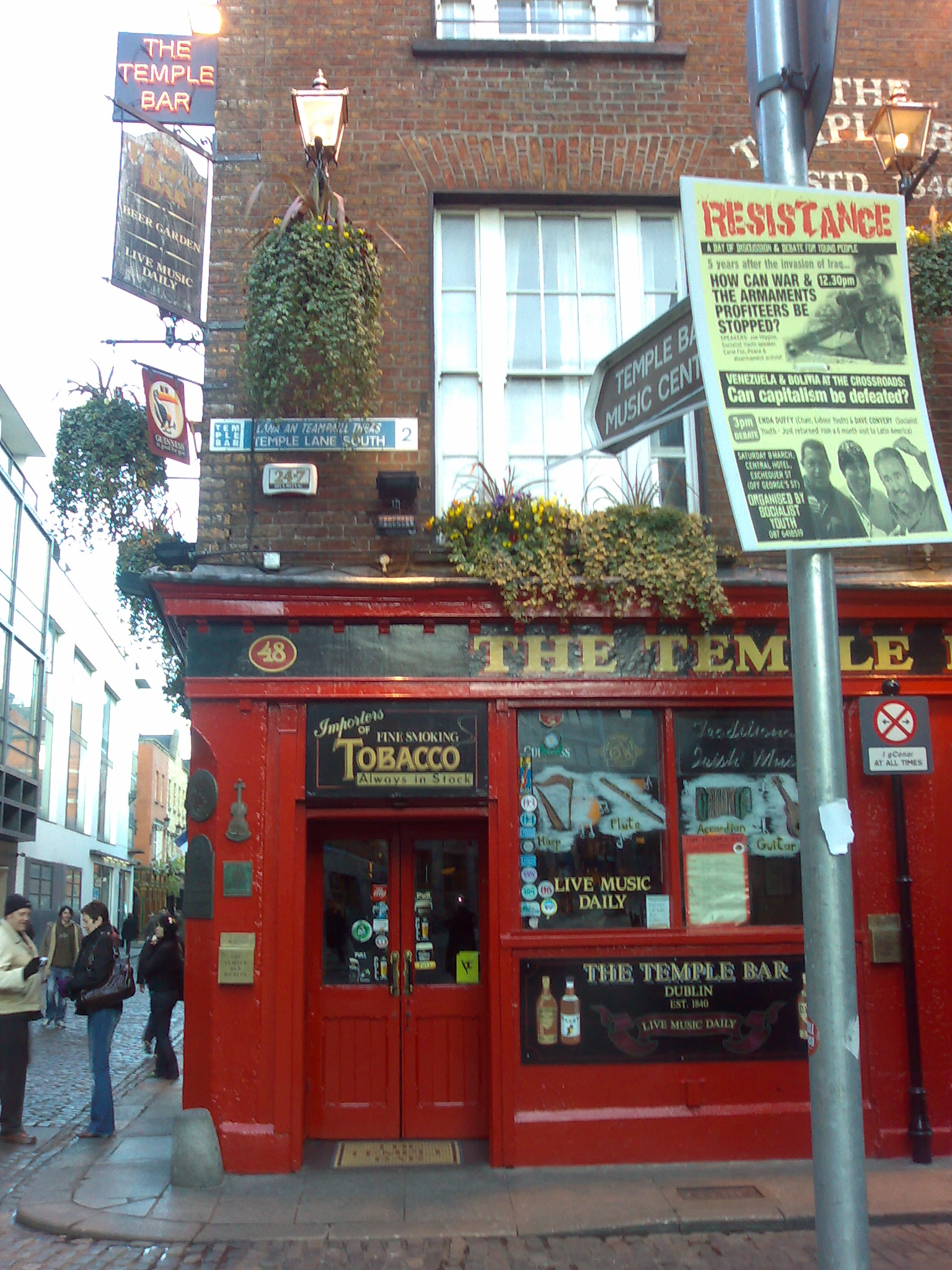
Temple Bar.

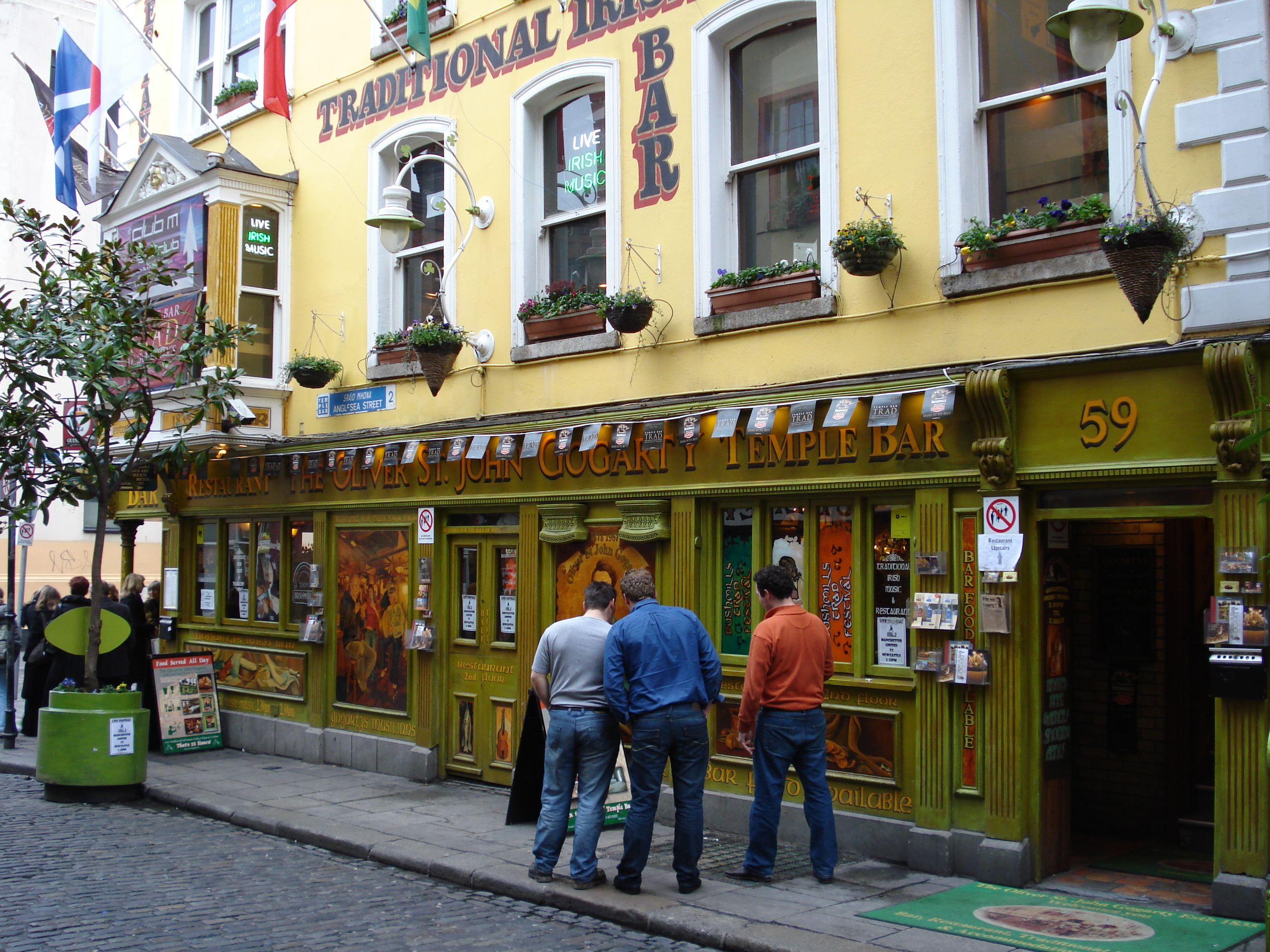
Rua em Temple Bar.

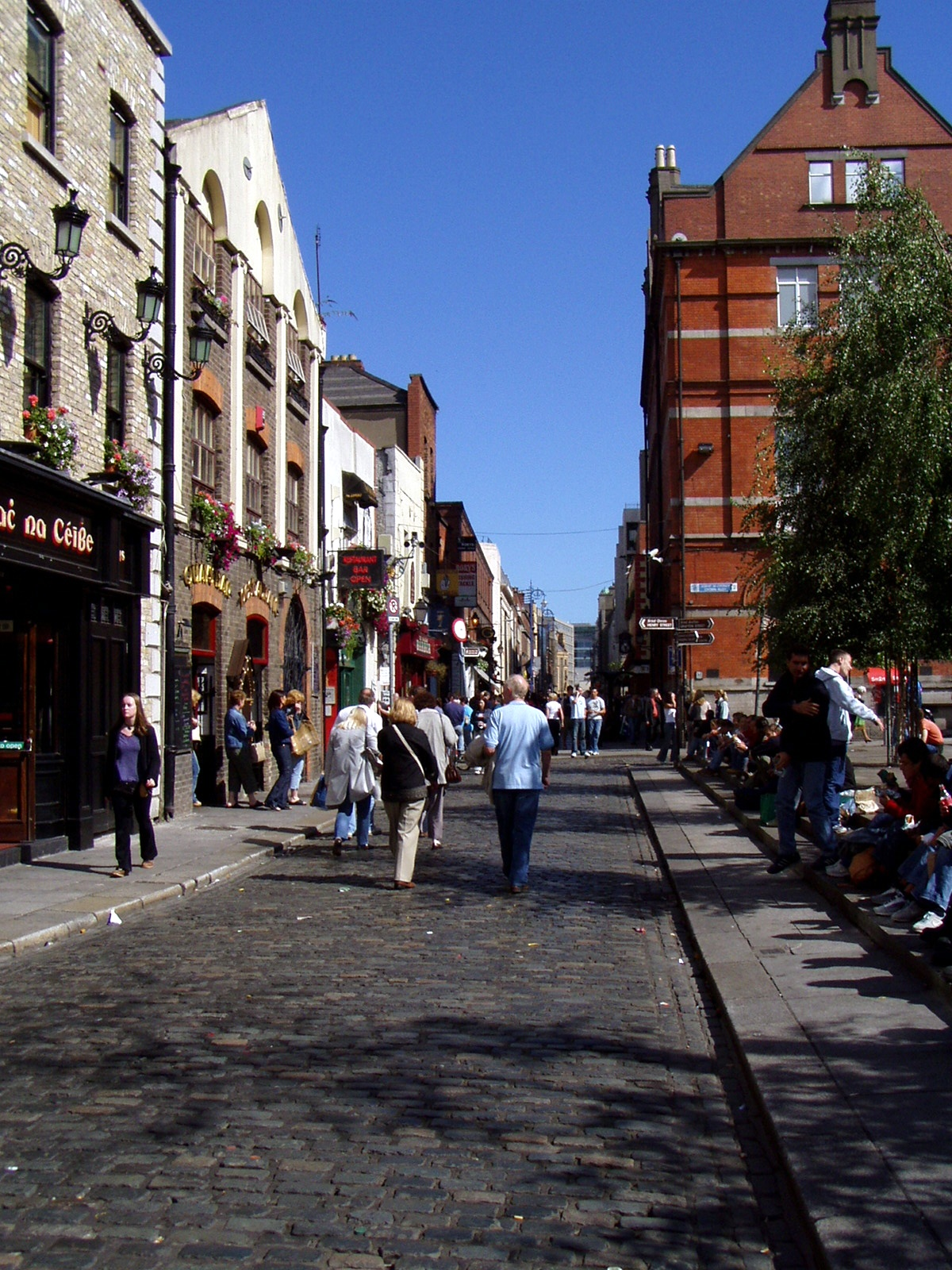
Transeuntes em Temple Bar.

Temple Bar (ou Barra an Teampaill, em língua irlandesa) é uma área situada na margem sul do rio Liffey, no centro de Dublim, na Irlanda. Ao contrário de outras áreas circundantes, Temple Bar preservou a sua planta medieval, com muitas ruas estreitas e empedradas. É promovido como o bairro cultural de Dublim e possui uma vida nocturna apelativa para os turistas. Temple Bar possui o código postal Dublin 2 (D2), tendo uma população estimada de 3000 habitantes.

## História
A área é delimitada pelo rio Liffey a norte, Dame Street a sul, Westmoreland Street a leste e Fishamble Street a oeste. É provável que o o seu nome seja derivado da família Temple, que ali vivia no século XVII. Por outro lado, poderia ter recebido o seu nome como imitação do Temple Bar de Londres. Qualquer que tenha sido a sua origem, o nome aparece pela primeira vez num mapa de 1673.
Fishamble Street, em Temple Bar, foi o local da primeira interpretação de O Messias, de Georg Friedrich Händel, em 13 de Abril de 1742. Esta obra é hoje interpretada todos os anos, no mesmo local, no mesmo dia do ano.
O grupo revolucionário republicano conhecido como a "Associação dos Irlandeses Unidos" (Society of the United Irishmen) foi fundado durante uma reunião numa taberna situada em Eustace Street, em 1791.
Durante o século XIX, a popularidade da área foi decrescendo lentamente e no século XX sofria de decadência urbana, com muitos edifícios devolutos. A sua falta de popularidade salvou-o provavelmente dos construtores civis de Dublim, que destruíram grande parte da arquitectura história da cidade nos anos 60.
Nos anos 80, a empresa estatal de transportes Córas Iompair Éireann propôs a adquisição e demolição da área, para construir um terminal de autocarros. Durante a fase inicial do projecto, os prédios adquiridos foram alugados por rendas baixas, o que acabou por atrair pequenas lojas, artistas e galerias. Protestos por parte do An Taisce (a direcção do tesouro da Irlanda), dos residentes e dos comerciantes viriam a conduzir ao cancelamento do projecto da construção da estação e, em 1991, o governo irlandês acabaria por criar uma empresa sem fins lucrativos designada como Temple Bar Properties, para promover a regeneração da área como o bairro cultural de Dublim.

## Hoje
Temple Bar alberga diversas instituições culturais irlandesas, incluindo o Centro Irlandês de Fotografia (Irish Photography Centre, incluindo o Instituto de Fotografia de Dublim, os Arquivos Nactionais de Fotografia e a Galeria de Fotografia), o Centro Cultural Infantil de Ark (Ark Children's Cultural Centre), o Instituto Irlandês do Cinema (Irish Film Institute), o centro musical Temple Bar Music Centre, o centro de arte moderna Arthouse Multimedia Centre, a galeria Temple Bar Gallery and Studio, a bolsa de valores da Irlanda (Irish Stock Exchange ou Stocmhalartán na hÉireann) e o Banco Central da Irlanda.
Após o anoitecer, Temple Bar é um centro importante de vida nocturna, com muitos bares e restaurantes dedicados aos turistas.
Recentemente, foram renovadas duas praças, conhecidas como Meetinghouse Square e Temple Bar Square. O mercado do livro de Temple Bar tem lugar aos Sábados e Domingos nesta última praça.
Em Julho de 2005, a cantora americana Aimee Mann mostrou-se chocada ao visitar o local, descrevendo o que encontrou como "bares a transbordar, bêbados, manchas de urina e poças de vómito". Esta e outras referências cada vez mais negativas na imprensa levaram à introdução de uma campanha de "moderação", em Outubro de 2005, para ajudar a área a recuperar a sua imagem boémia.